# Randall Azofeifa
Randall Azofeifa Corrales (* 30. Dezember 1984 in San José) ist ein costa-ricanischer Fußballspieler.

## Karriere

### Verein
Azofeifa startete seine Karriere beim costa-ricanischen Verein CD Saprissa. Mit 17 Jahren hatte er dort sein Debüt in der ersten Liga, sein Durchbruch kam dann 2005 mit dem Gewinn des CONCACAF Champions Cups und einer herausragenden Saison 2005/06, die Saprissa mit dem Meistertitel abschloss. Anschließend spielte er knapp fünf Jahre beim belgischen Erstligisten KAA Gent und gewann dort 2010 den nationalen Pokal durch einen 3:0-Sieg im Finale gegen Cercle Brügge. Im Frühjahr 2011 wechselte er in die türkische Süper Lig zu Gençlerbirliği Ankara. Hier spielte er die nächsten zweieinhalb Spielzeiten lang und verließ diesen Verein mit seinem Vertragsende zum Sommer 2013.
Dann ging Azofeifa mit mehreren Mannschaftskameraden und seinem Trainer Fuat Çapa zum Erstliga-Aufsteiger Kayseri Erciyesspor. Bereits nach einer Saison wurde hier sein Vertrag aufgelöst und er wechselte zurück in seine Heimat Costa Rica. Dort spielte er ein halbes Jahr bei CS Uruguay de Coronado und seit Anfang 2015 ist Azofeifa für CS Herediano aktiv. Hier konnte er bisher fünf Mal den nationalen Meistertitel und 2018 die CONCACAF League gewinnen.

### Nationalmannschaft
Über die U-17 und die U-20-Auswahl Costa Ricas folgte nach der guten Saisonleistung am 12. Oktober 2005 die erste Berufung in die A-Nationalmannschaft. Dank seiner Leistung steht er auch als jüngster Spieler seines Landes im Aufgebot für die Fußball-Weltmeisterschaft 2006 in Deutschland. Mit ihm, Gabriel Badilla und Gilberto Martínez stammen die drei jüngsten Spieler (alle Jahrgang 1984) des Teams alle von CD Saprissa. Seinen 60. und bisher letzten Einsatz absolvierte er am 27. Juni 2018 bei der Weltmeisterschaft in Russland gegen die Schweiz.

## Erfolge
Verein
- Copa Interclubes UNCAF-Sieger: 2003
- Costa-ricanischer Meister: 2004, 2006, 2015, 2016, 2017, 2019, 2020
- CONCACAF-Champions-Cup-Sieger: 2005
- Belgischer Pokalsieger: 2010
- CONCACAF-League-Sieger: 2018
- Costa-ricanischer Superpokalsieger: 2020